# فهرست شهرهای کالیفرنیا
این فهرست تمام شهرها و شهرک‌های ایالت کالیفرنیا در ایالات متحده آمریکا است.
داده‌های جمعیت بر اساس نتایج حاصل از سرشماری ۲۰۱۰ ایالات متحده آمریکا است.

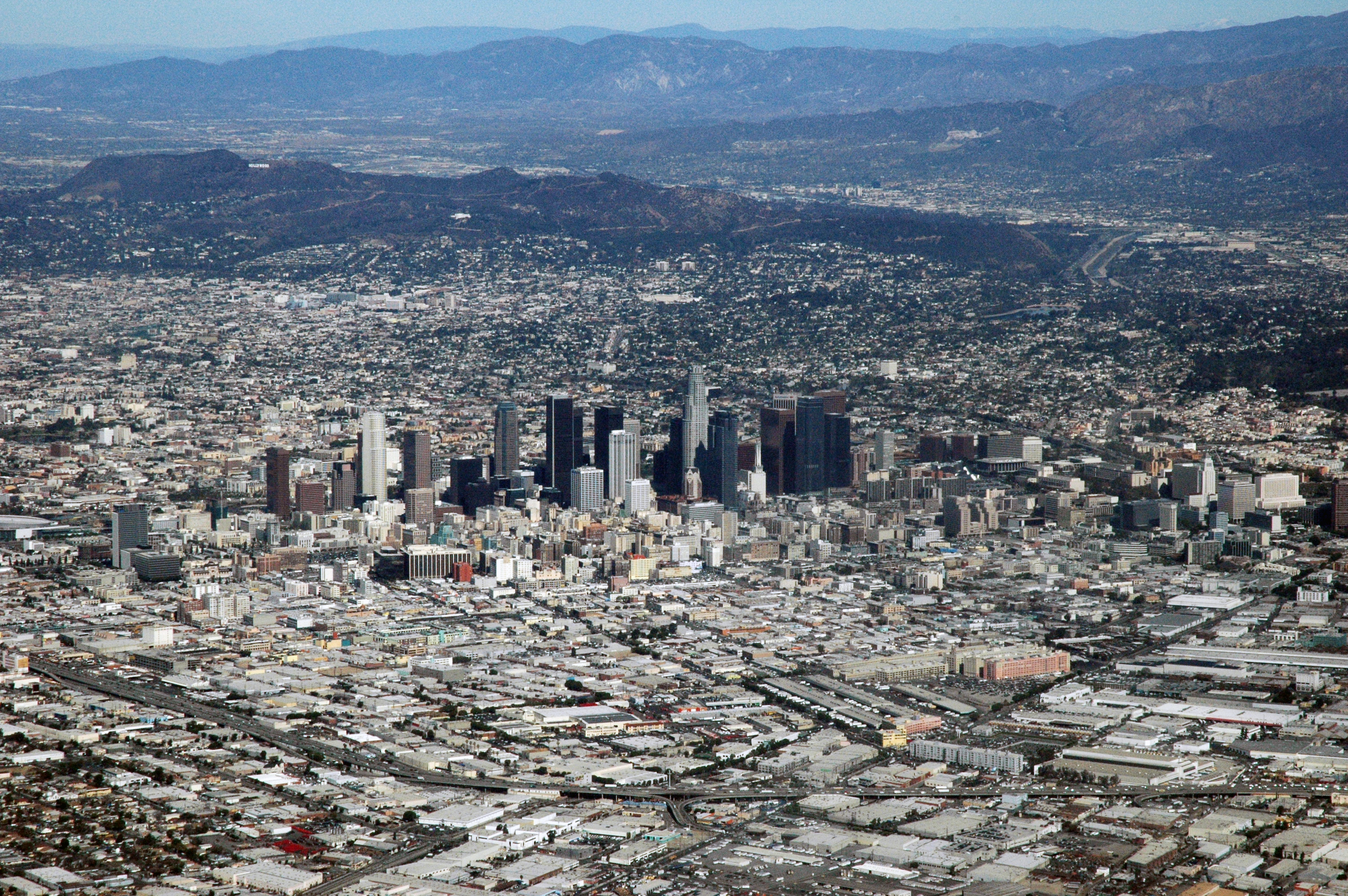
۱ - لس‌آنجلس

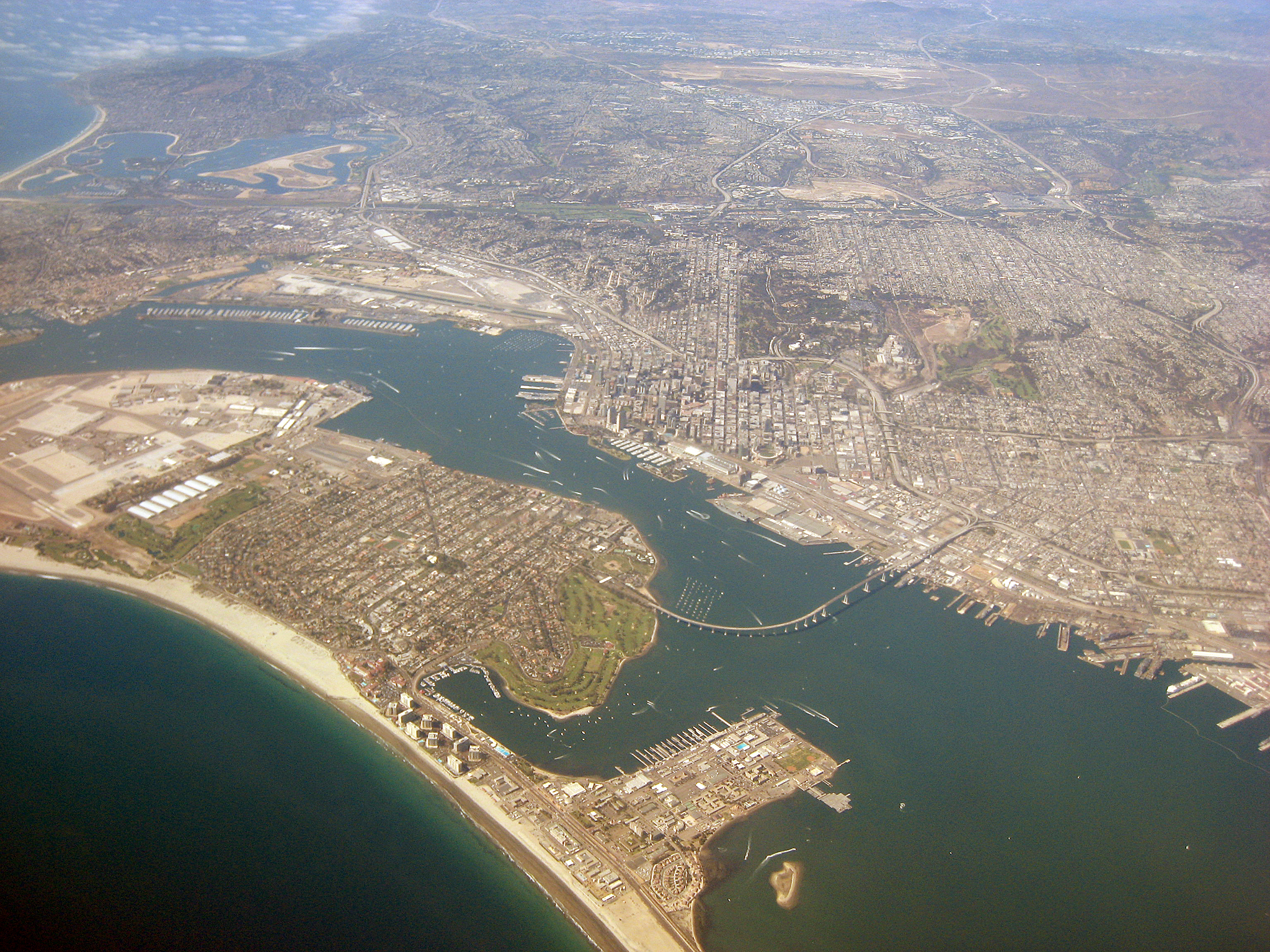
۲ - سن دیگو

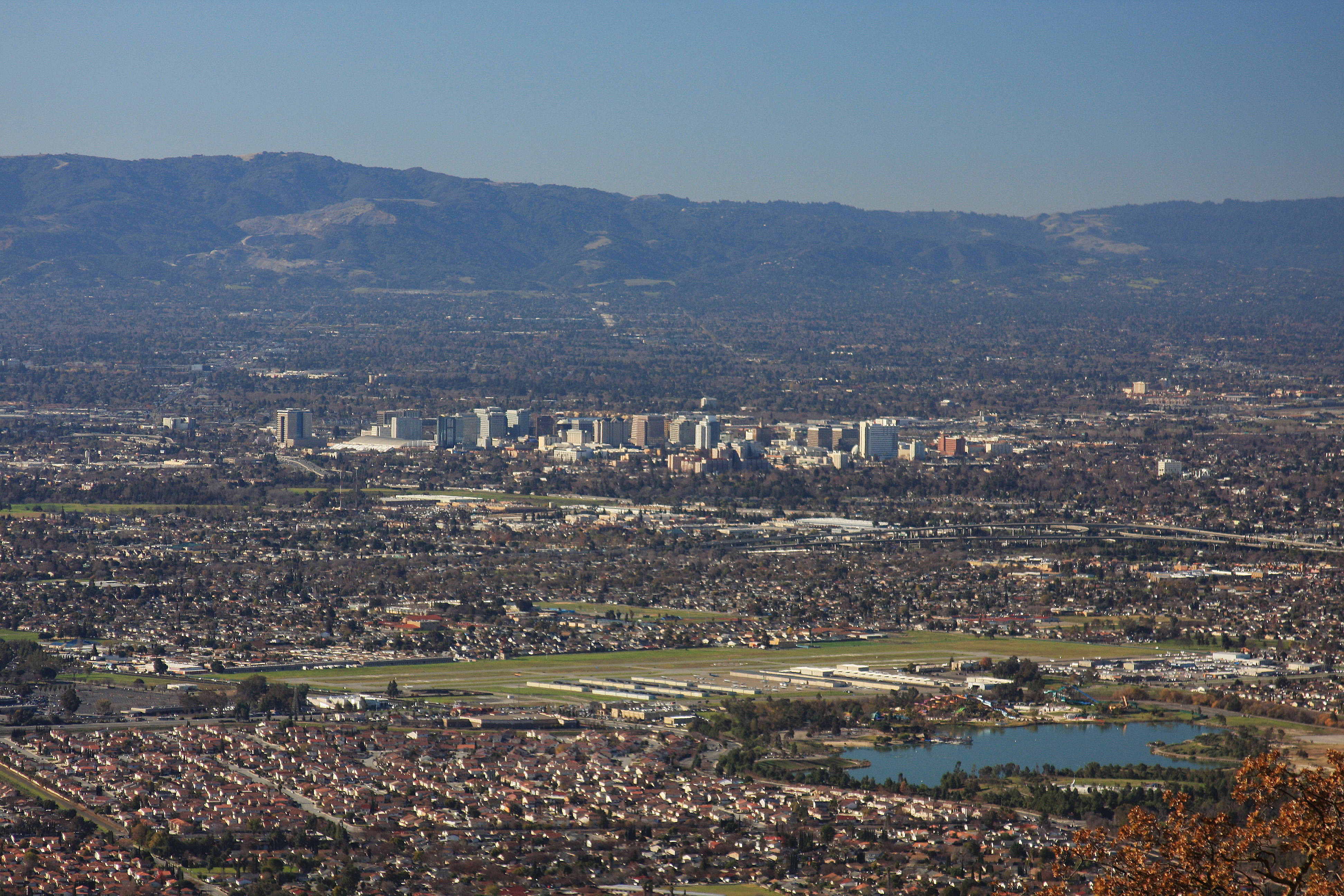
۳ - سان‌خوزه، کالیفرنیا

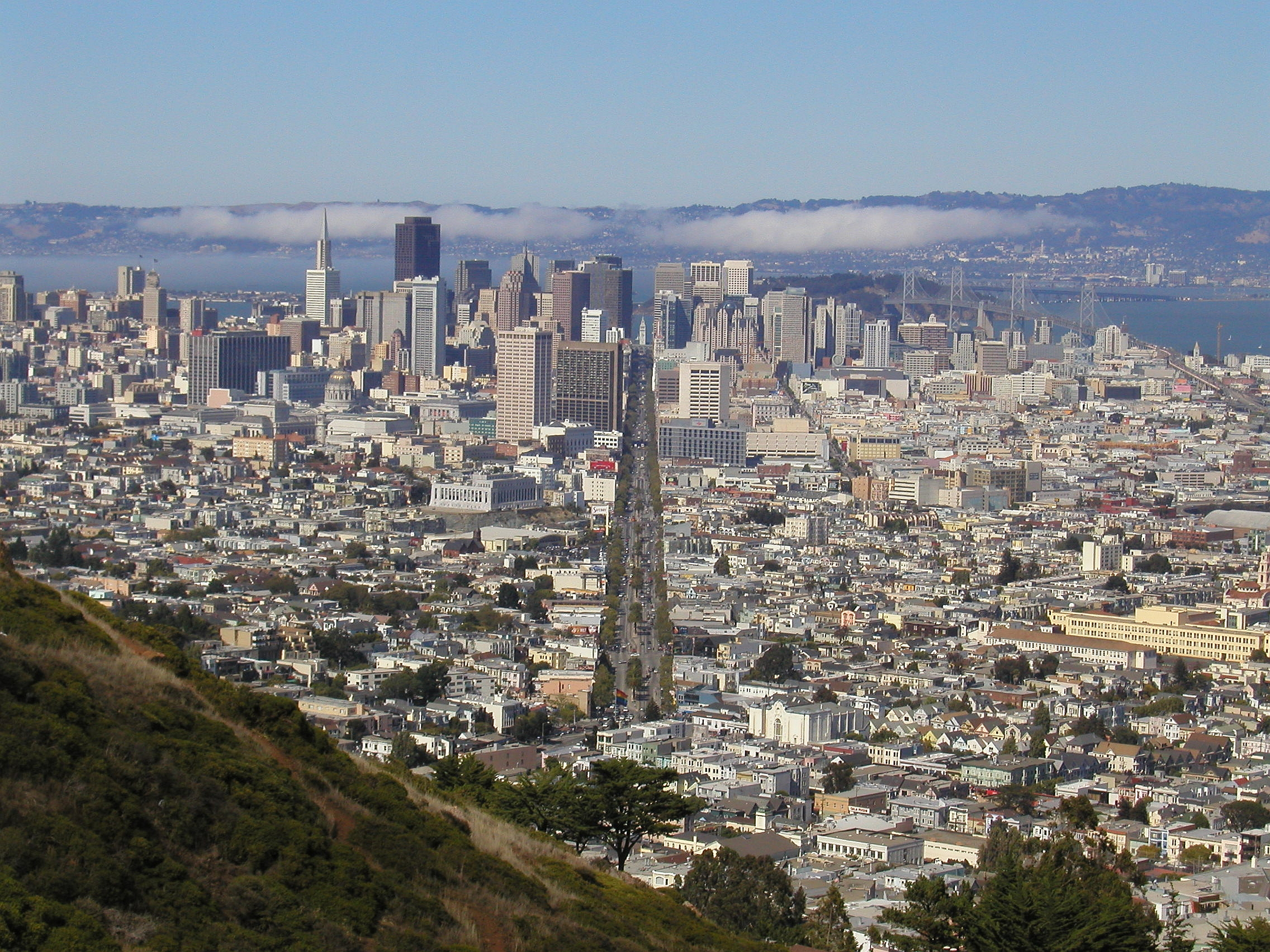
۴ - سان فرانسیسکو

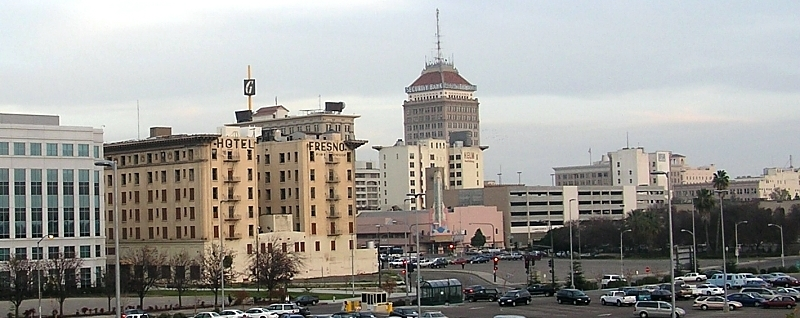
۵ - فرزنو

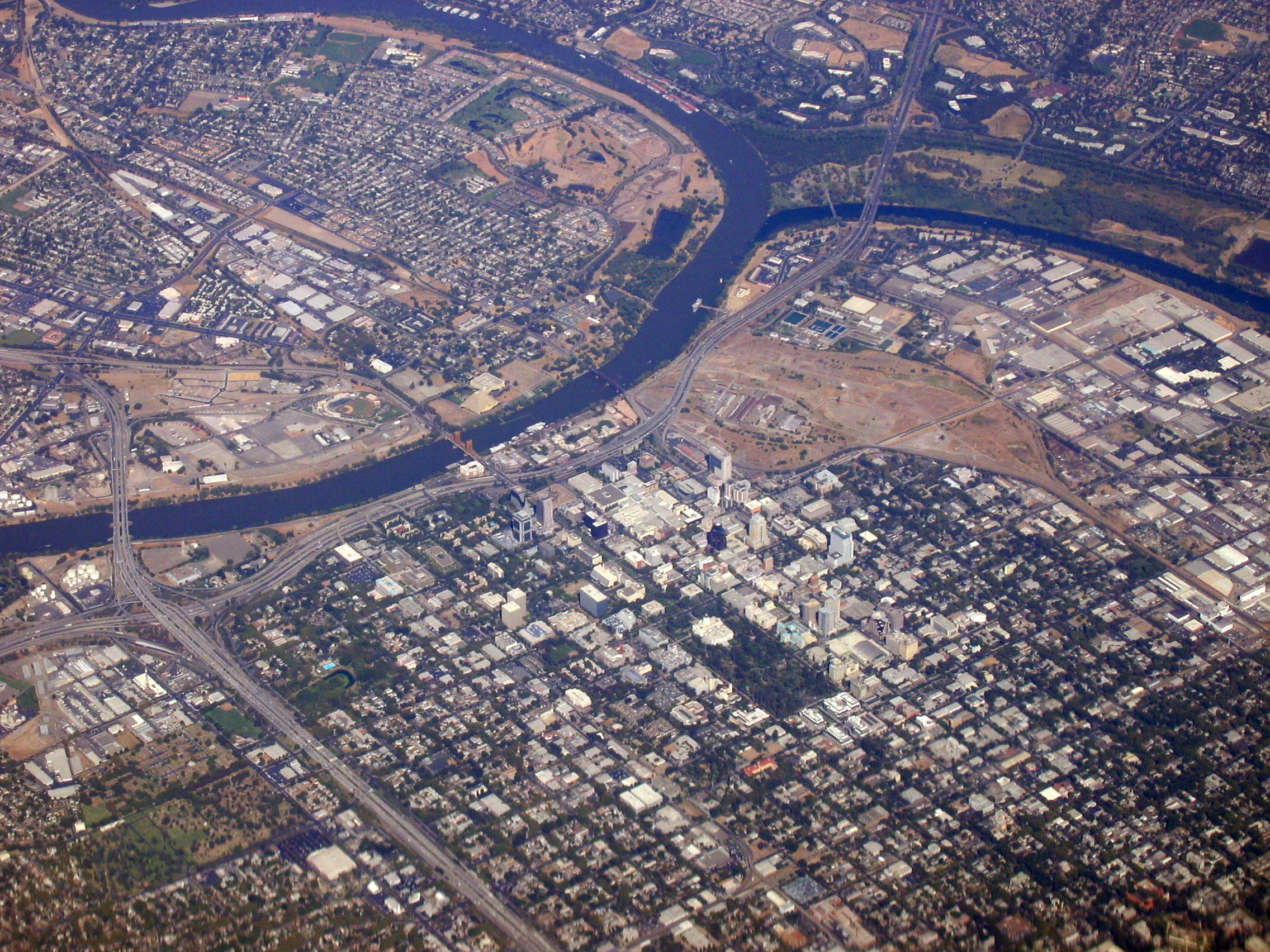
۶ - ساکرامنتو

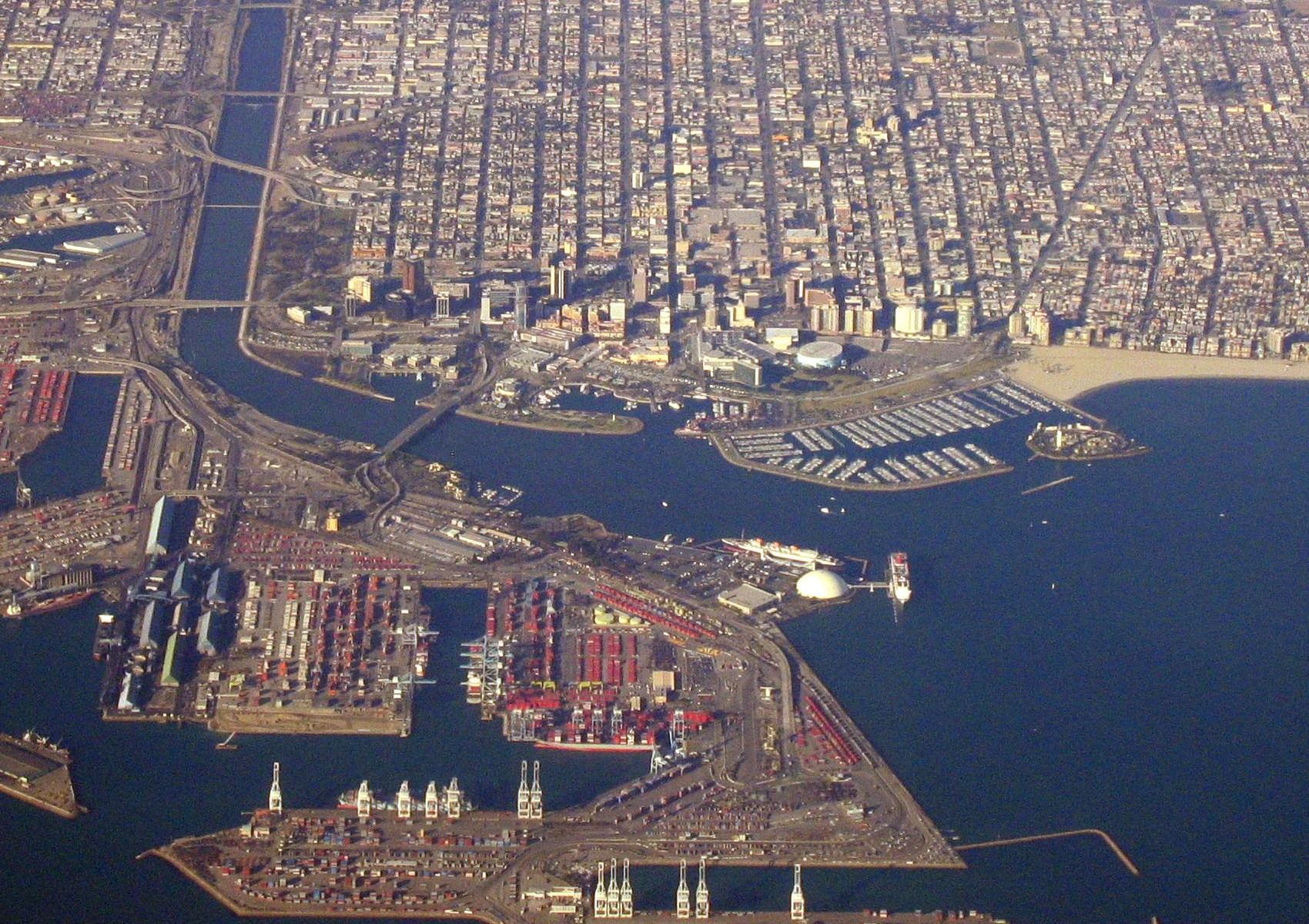
۷ - لانگ بیچ

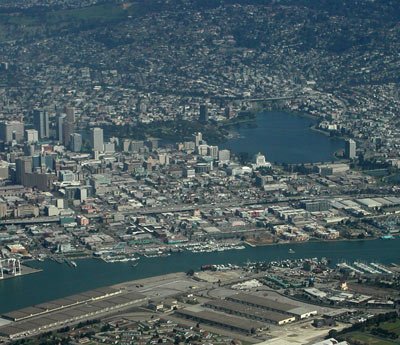
۸ - اوکلند

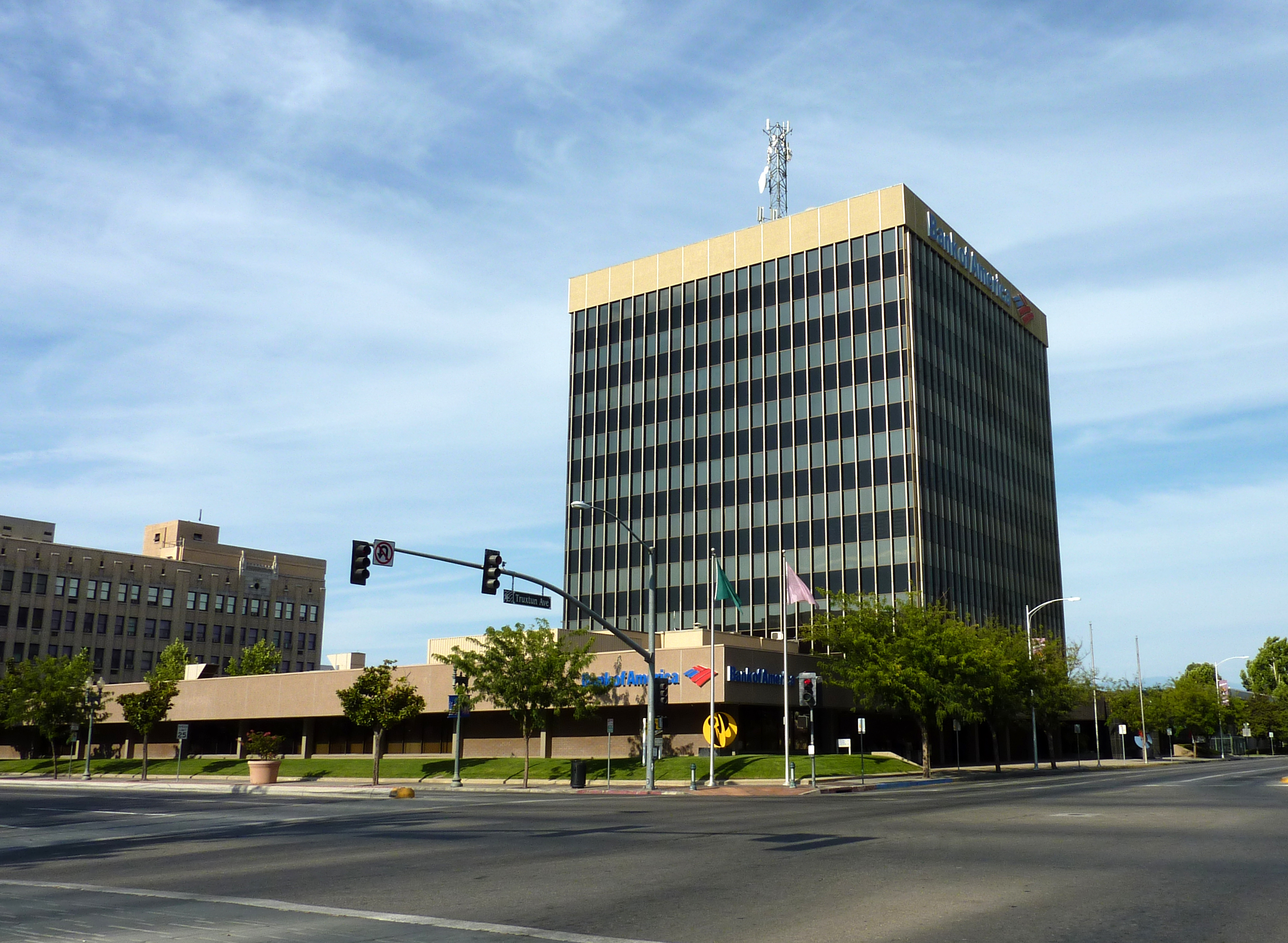
۹ - بیکرزفیلد، کالیفرنیا

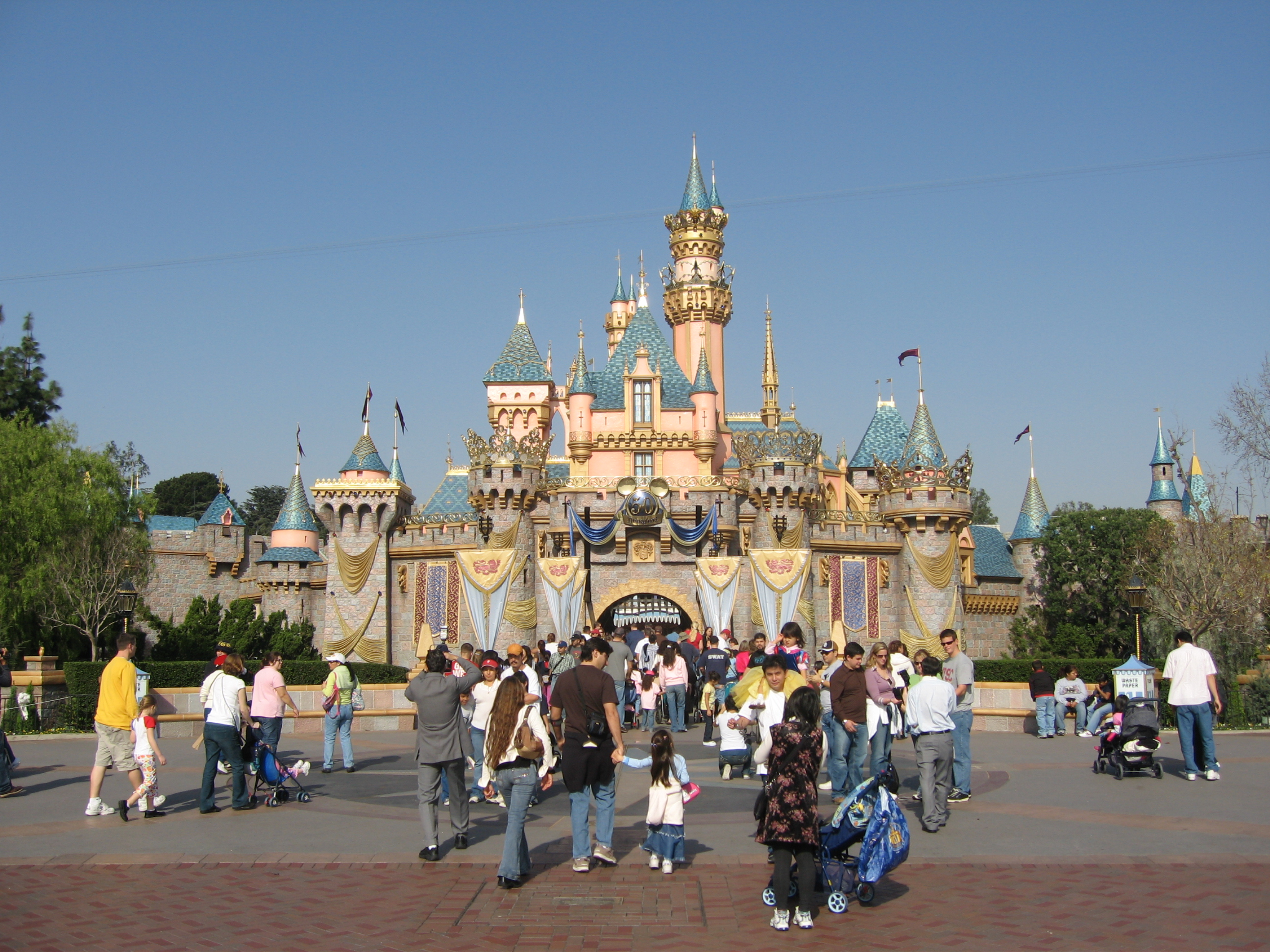
۱۰ - آناهایم

## فهرست
| نام                     | شهرستان                 | به ثبت رسیده     | جمعیت     |
| ----------------------- | ----------------------- | ---------------- | --------- |
| آدلانتو                 | سن برناردینو            | دسامبر ۲۲ ۱۹۷۰   | ۳۱٬۷۶۵    |
| آگورا هیلز              | لس‌آنجلس                 | دسامبر ۸، ۱۹۸۲   | ۲۰٬۳۳۰    |
| آلامدا                  | آلامدا                  | آوریل ۱۹، ۱۸۵۴   | ۷۳٬۸۱۲    |
| آلبانی                  | آلامدا                  | سپتامبر ۲۲، ۱۹۰۸ | ۱۸٬۵۳۹    |
| آلهامبرا                | لس‌آنجلس                 | ژوئیه ۱۱، ۱۹۰۳   | ۸۳٬۰۸۹    |
| آلیسو ویجو              | اورنج                   | ژوئیه ۱، ۲۰۰۱    | ۴۷٬۸۲۳    |
| آلتوراس †               | مودوک                   | سپتامبر ۱۶، ۱۹۰۱ | ۲٬۸۲۷     |
| آمادور سیتی             | آمادور                  | ژوئنe 2، 1915    | ۱۸۵       |
| امریکن کنیون            | ناپا                    | ژانویه ۱، ۱۹۹۲   | ۱۹٬۴۵۴    |
| امریکن کنیون            | اورنج                   | مارچ ۱۸، ۱۸۷۶    | ۳۳۶٬۲۶۵   |
| آندرسون                 | شاستا                   | ژانویه ۱۶، ۱۹۵۶  | ۹٬۹۳۲     |
| آنجلس کمپ               | کالاوراس                | ژانویه ۲۴، ۱۹۱۲  | ۳٬۸۳۶     |
| آنتیوچ                  | کنترا کوستا             | فوریه ۶، ۱۸۷۲    | ۱۰۲٬۳۷۲   |
| اپل ولی *               | سن برناردینو            | نوامبر ۲۸، ۱۹۸۸  | ۶۹٬۱۳۵    |
| آرکادیا                 | لس‌آنجلس                 | آگوست ۵، ۱۹۰۳    | ۵۶٬۳۶۴    |
| آرکاتا                  | هومبولت                 | فوریه ۲، ۱۸۵۸    | ۱۷٬۲۳۱    |
| آرویو گراند             | سن لوییز اوبیسپو        | ژوئیه ۱۰، ۱۹۱۱   | ۱۷٬۲۵۲    |
| آرتسیا                  | لس‌آنجلس                 | می ۲۹، ۱۹۵۹      | ۱۶٬۵۲۲    |
| آروین                   | کرن                     | دسامبر ۲۱، ۱۹۶۰  | ۱۹٬۳۰۴    |
| آتاسکادرو               | سن لوییز اوبیسپو        | ژوئیه ۲، ۱۹۷۹    | ۲۸٬۳۱۰    |
| آترتون *                | سن ماتئو                | سپتامبر ۱۲، ۱۹۲۳ | ۶٬۹۱۴     |
| آتواتر                  | مرسد                    | آگوست ۱۶، ۱۹۲۲   | ۲۸٬۱۶۸    |
| آوبرن †                 | پلاسر                   | می ۲، ۱۸۸۸       | ۱۳٬۳۳۰    |
| آوالون                  | لس‌آنجلس                 | ژوئنe 26، 1913   | ۳٬۷۲۸     |
| آونال                   | کینگز                   | سپتامبر ۱۱، ۱۹۷۹ | ۱۵٬۵۰۵    |
| آزوسا                   | لس‌آنجلس                 | دسامبر ۲۹، ۱۸۹۸  | ۴۶٬۳۶۱    |
| بیکرزفیلد †             | کرن                     | ژانویه ۱۱، ۱۸۹۸  | ۳۴۷٬۴۸۳   |
| بالدوین پارک            | لس‌آنجلس                 | ژانویه ۲۵، ۱۹۵۶  | ۷۵٬۳۹۰    |
| بانینگ                  | ریورساید                | فوریه ۶، ۱۹۱۳    | ۲۹٬۶۰۳    |
| بارستو                  | سن برناردینو            | سپتامبر ۳۰، ۱۹۴۷ | ۲۲٬۶۳۹    |
| بیومونت                 | ریورساید                | نوامبر ۱۸، ۱۹۱۲  | ۳۶٬۸۷۷    |
| بل                      | لس‌آنجلس                 | نوامبر ۷، ۱۹۲۷   | ۳۵٬۴۷۷    |
| بل گادرنز               | لس‌آنجلس                 | آگوست ۱، ۱۹۶۱    | ۴۲٬۰۷۲    |
| بلفلاور                 | لس‌آنجلس                 | سپتامبر ۳، ۱۹۵۷  | ۷۶٬۶۱۶    |
| بلمونت                  | سن ماتئو                | اکتبر ۲۹، ۱۹۲۶   | ۲۵٬۸۳۵    |
| بلودر                   | مارین                   | دسامبر ۲۴، ۱۸۹۶  | ۲٬۰۶۵۸    |
| بنیسیا، کالیفرنیا       | سولانو                  | مارچ ۲۷، ۱۸۵۰    | ۲۶٬۹۹۷    |
| برکلی، کالیفرنیا        | آلامدا                  | آوریل ۴، ۱۸۷۸    | ۱۱۲٬۵۸۰   |
| بورلی هیلز              | لس‌آنجلس                 | ژانویه ۲۸، ۱۹۱۴  | ۳۴٬۱۰۹    |
| بیگ بیر لیک             | سن برناردینو            | نوامبر ۲۸، ۱۹۸۰  | ۵٬۰۱۹     |
| بیگز                    | بوت                     | ژوئنe 26، 1903   | ۱٬۷۰۷     |
| بیشاپ                   | اینیو                   | می ۶، ۱۹۰۳       | ۳٬۸۷۹     |
| بلو لیک                 | هومبولت                 | آوریل ۲۳، ۱۹۱۰   | ۱٬۲۵۳     |
| بلایت                   | ریورساید                | ژوئیه ۲۱، ۱۹۱۶   | ۲۰٬۸۱۷    |
| بردبری                  | لس‌آنجلس                 | ژوئیه ۲۶، ۱۹۵۷   | ۱٬۰۴۸     |
| براولی                  | ایمپریال                | آوریل ۶، ۱۹۰۸    | ۲۴٬۹۵۳    |
| بری                     | اورنج                   | فوریه ۲۳، ۱۹۱۷   | ۳۹٬۲۸۲    |
| برنت وود                | کنترا کوستا             | ژانویه ۲۱، ۱۹۴۸  | ۵۱٬۴۸۱    |
| بریسبین                 | سن ماتئو                | نوامبر ۲۷، ۱۹۶۱  | ۴٬۲۸۲     |
| بولتون                  | سانتا باربارا           | فوریه ۱، ۱۹۹۲    | ۴٬۸۲۸     |
| بیونا پارک              | اورنج                   | ژانویه ۲۷، ۱۹۵۳  | ۸۰٬۵۳۰    |
| بربنک، کالیفرنیا        | لس‌آنجلس                 | ژوئیه ۸، ۱۹۱۱    | ۱۰۳٬۳۴۰   |
| برلینگیم                | سن ماتئو                | ژوئنe 6، 1908    | ۲۸٬۸۶۰    |
| کالاباساس               | لس‌آنجلس                 | آوریل ۵، ۱۹۹۱    | ۲۳٬۰۵۸    |
| کالکزیکو                | ایمپریال                | آوریل ۱۶، ۱۹۰۸   | ۳۸٬۵۷۲    |
| کالیفرنیا سیتی          | کرن                     | دسامبر ۱۰، ۱۹۶۵  | ۱۴٬۱۲۰    |
| کالیمسا                 | ریورساید                | دسامبر ۱، ۱۹۹۰   | ۷٬۸۷۹     |
| کالیپاتریا              | ایمپریال                | فوریه ۲۸، ۱۹۱۹   | ۷٬۷۰۵     |
| کالیستوگا               | ناپا                    | ژانویه ۶، ۱۸۸۶   | ۵٬۱۵۵     |
| کاماریلو                | ونتورا                  | اکتبر ۲۲، ۱۹۶۴   | ۶۵٬۲۰۱    |
| کمپبل                   | سانتا کلارا             | مارچ ۲۸، ۱۹۵۲    | ۳۹٬۳۴۹    |
| کانیون لیک              | ریورساید                | دسامبر ۱، ۱۹۹۰   | ۱۰٬۵۶۱    |
| کاپیتولا                | سانتا کروز              | ژانویه ۱۱، ۱۹۴۹  | ۹٬۹۱۸     |
| کارلس بد                | سن دیه‌گو                | ژوئیه ۱۶، ۱۹۵۲   | ۱۰۵٬۳۲۸   |
| کارمل-بای-دِ-سی          | مونتری                  | اکتبر ۳۱، ۱۹۱۶   | ۳٬۷۲۲     |
| کارپینتریا              | سانتا باربارا           | سپتامبر ۲۸، ۱۹۶۵ | ۱۳٬۰۴۰    |
| کارسون                  | لس‌آنجلس                 | فوریه ۲۰، ۱۹۶۸   | ۹۱٬۷۱۴    |
| کتدرال سیتی             | ریورساید                | نوامبر ۱۶، ۱۹۸۱  | ۵۱٬۲۰۰    |
| کِرِس                     | استانیسلاس              | فوریه ۲۵، ۱۹۱۸   | ۴۵٬۴۱۷    |
| کریتوس                  | لس‌آنجلس                 | آوریل ۲۴، ۱۹۵۶   | ۴۹٬۰۴۱    |
| چیکو                    | بوت                     | ژانویه ۸، ۱۸۷۲   | ۸۶٬۱۸۷    |
| چینو                    | سن برناردینو            | فوریه ۲۸، ۱۹۱۰   | ۷۷٬۹۸۳    |
| چینو هیلز               | سن برناردینو            | دسامبر ۱، ۱۹۹۱   | ۷۴٬۷۹۹    |
| چوچیلا                  | شهرستان مادرا           | فوریه ۷، ۱۹۲۳    | ۱۸٬۷۲۰    |
| چولا ویستا، کالیفرنیا   | سن دیه‌گو                | نوامبر ۲۸، ۱۹۱۱  | ۲۴۳٬۹۱۶   |
| سیتروس هایتز            | ساکرامنتو               | ژانویه ۱، ۱۹۹۷   | ۸۳٬۳۰۱    |
| کلرمونت                 | لس‌آنجلس                 | اکتبر ۳، ۱۹۰۷    | ۳۴٬۹۲۶    |
| کلیتون                  | کنترا کوستا             | مارچ ۱۸، ۱۹۶۴    | ۱۰٬۸۹۷    |
| کلیرلیک                 | لیک                     | نوامبر ۱۴، ۱۹۸۰  | ۱۵٬۲۵۰    |
| کلووردیل                | سونوما                  | فوریه ۲۸، ۱۸۷۲   | ۸٬۶۱۸     |
| کلاویس                  | فرسنو                   | فوریه ۲۷، ۱۹۱۲   | ۹۵٬۶۳۱    |
| کوچلا                   | ریورساید                | دسامبر ۱۳، ۱۹۴۶  | ۴۰٬۷۰۴    |
| کولینگا                 | فرسنو                   | آوریل ۳، ۱۹۰۶    | ۱۳٬۳۸۰    |
| کولفاکس                 | پلاسر                   | فوریه ۲۳، ۱۹۱۰   | ۱٬۹۶۳     |
| کولما *                 | سن ماتئو                | آگوست ۵، ۱۹۲۴    | ۱٬۷۹۲     |
| کولتون                  | سن برناردینو            | ژوئیه ۱۱، ۱۸۸۷   | ۵۲٬۱۵۴    |
| کولوسا †                | کولوزا                  | ژوئنe 16، 1868   | ۵٬۹۷۱     |
| کامرس                   | لس‌آنجلس                 | ژانویه ۲۸، ۱۹۶۰  | ۱۲٬۸۲۳    |
| کامپتون                 | لس‌آنجلس                 | می ۱۱، ۱۸۸۸      | ۹۶٬۴۵۵    |
| کانکورد                 | کنترا کوستا             | فوریه ۹، ۱۹۰۵    | ۱۲۲٬۰۶۷   |
| کورکوران                | کینگز                   | آگوست ۱۱، ۱۹۱۴   | ۲۴٬۸۱۳    |
| کورنینگ                 | تهاما                   | آگوست ۶، ۱۹۰۷    | ۷٬۶۶۳     |
| کورونا                  | ریورساید                | ژوئیه ۱۳، ۱۸۹۶   | ۱۵۲٬۳۷۴   |
| کورونادو                | سن دیه‌گو                | دسامبر ۱۱، ۱۸۹۰  | ۱۸٬۹۱۲    |
| کورت مادرا *            | مارین                   | ژوئنe 10، 1916   | ۹٬۲۵۳     |
| کوستا مسا               | اورنج                   | ژوئنe 29، 1953   | ۱۰۹٬۹۶۰   |
| کوتاتی                  | سونوما                  | ژوئیه ۱۶، ۱۹۶۳   | ۷٬۲۶۵     |
| کووینا                  | لس‌آنجلس                 | آگوست ۱۴، ۱۹۰۱   | ۴۷٬۷۹۶    |
| کرس سنت سیتی †          | دل نورت                 | آوریل ۱۳، ۱۸۵۴   | ۷٬۶۴۳     |
| کوداهی                  | لس‌آنجلس                 | نوامبر ۱۰، ۱۹۶۰  | ۲۳٬۸۰۵    |
| کولور سیتی              | لس‌آنجلس                 | سپتامبر ۷، ۱۹۱۷  | ۳۸٬۸۸۳    |
| کوپرتینو، کالیفرنیا     | سانتا کلارا             | اکتبر ۱۰، ۱۹۵۵   | ۵۸٬۳۰۲    |
| کیپرس                   | اورنج                   | ژوئیه ۲۴، ۱۹۵۶   | ۴۷٬۸۰۲    |
| دیلی سیتی               | سن ماتئو                | مارچ ۲۲، ۱۹۱۱    | ۱۰۱٬۱۲۳   |
| دانا پوینت              | اورنج                   | ژانویه ۱، ۱۹۸۹   | ۳۳٬۳۵۱    |
| دان ویل *               | کنترا کوستا             | ژوئیه ۱، ۱۹۸۲    | ۴۲٬۰۳۹    |
| دیویس                   | یولو                    | مارچ ۲۸، ۱۹۱۷    | ۶۵٬۶۲۲    |
| دل مار                  | سن دیه‌گو                | ژوئیه ۱۵، ۱۹۵۹   | ۴٬۱۶۱     |
| دل ری اوکز              | مونتری                  | سپتامبر ۳، ۱۹۵۳  | ۱٬۶۲۴     |
| دلانو                   | کرن                     | آوریل ۱۳، ۱۹۱۵   | ۵۳٬۰۴۱    |
| دزرت هات اسپرینگز       | ریورساید                | سپتامبر ۲۵، ۱۹۶۳ | ۲۵٬۹۳۸    |
| دیاموند بار             | لس‌آنجلس                 | آوریل ۱۸، ۱۹۸۹   | ۵۵٬۵۴۴    |
| دینوبا                  | تولار                   | ژانویه ۶، ۱۹۰۶   | ۲۱٬۴۵۳    |
| دیکسون                  | سولانو                  | مارچ ۳۰، ۱۸۷۸    | ۱۸٬۳۵۱    |
| دوریس                   | سیسکیو                  | دسامبر ۲۳، ۱۹۰۸  | ۹۳۹       |
| دوس پالوس               | مرسد                    | ۲۴ می ۱۹۳۵       | ۴٬۹۵۰     |
| دونی                    | لس‌آنجلس                 | دسامبر ۱۷، ۱۹۵۶  | ۱۱۱٬۷۷۲   |
| دوآرته                  | لس‌آنجلس                 | آگوست ۲۲، ۱۹۵۷   | ۲۱٬۳۲۱    |
| دوبلین                  | آلامدا                  | فوریه ۱، ۱۹۸۲    | ۴۶٬۰۳۶    |
| دانسمویر                | سیسکیو                  | آگوست ۷، ۱۹۰۹    | ۱٬۶۵۰     |
| ایست پالو آلتو          | سن ماتئو                | ژوئیه ۱، ۱۹۸۳    | ۲۸٬۱۵۵    |
| ایست ویل                | ریورساید                | اکتبر ۱، ۲۰۱۰    | ۵۳٬۶۶۸    |
| ال کاجون                | سن دیه‌گو                | نوامبر ۱۲، ۱۹۱۲  | ۹۹٬۴۷۸    |
| ال سنترو †              | ایمپریال                | آوریل ۱۶، ۱۹۰۸   | ۴۲٬۵۹۸    |
| ال سریتو                | کنترا کوستا             | آگوست ۲۳، ۱۹۱۷   | ۲۳٬۵۴۹    |
| ال مونته                | لس‌آنجلس                 | نوامبر ۱۸، ۱۹۱۲  | ۱۱۳٬۴۷۵   |
| ال سگوندو               | لس‌آنجلس                 | ژانویه ۱۸، ۱۹۱۷  | ۱۶٬۶۵۴    |
| ال کگروو                | ساکرامنتو               | ژوئیه ۱، ۲۰۰۰    | ۱۵۳٬۰۱۵   |
| امری ویل                | آلامدا                  | دسامبر ۸، ۱۸۹۶   | ۱۰٬۰۸۰    |
| انسینیتاس               | سن دیه‌گو                | اکتبر ۱، ۱۹۸۶    | ۵۹٬۵۱۸    |
| اسکالون                 | سن ژواکین               | مارچ ۱۲، ۱۹۵۷    | ۷٬۱۳۲     |
| اسکاندیدو               | سن دیه‌گو                | اکتبر ۸، ۱۸۸۸    | ۱۴۳٬۹۱۱   |
| اتنا                    | سیسکیو                  | مارچ ۱۳، ۱۸۷۸    | ۷۳۷       |
| اورکا †                 | هومبولت                 | آوریل ۱۸، ۱۸۵۶   | ۲۷٬۱۹۱    |
| اکستر                   | تولار                   | مارچ ۲، ۱۹۱۱     | ۱۰٬۳۳۴    |
| فیرفاکس *               | مارین                   | مارچ ۲، ۱۹۳۱     | ۷٬۴۴۱     |
| فیرفیلد †               | سولانو                  | دسامبر ۱۲، ۱۹۰۳  | ۱۰۵٬۳۲۱   |
| فارمرز ویل              | تولار                   | اکتبر ۵، ۱۹۶۰    | ۱۰٬۵۸۸    |
| فرندیل                  | هومبولت                 | آگوست ۲۸، ۱۸۹۳   | ۱٬۳۷۱     |
| فیل مور                 | ونتورا                  | ژوئیه ۱۰، ۱۹۱۴   | ۱۵٬۰۰۲    |
| فایر باو                | فرسنو                   | سپتامبر ۱۷، ۱۹۱۴ | ۷٬۵۴۹     |
| فولسوم                  | ساکرامنتو               | آوریل ۲۰، ۱۹۴۶   | ۷۲٬۲۰۳    |
| فونتانا                 | سن برناردینو            | ژوئنe 25، 1952   | ۱۹۶٬۰۶۹   |
| فورت برگ                | مندوسینو                | آگوست ۵، ۱۸۸۹    | ۷٬۲۷۳     |
| فورت جونز               | سیسکیو                  | مارچ ۱۶، ۱۸۷۲    | ۸۳۹       |
| فورتونا                 | هومبولت                 | ژانویه ۲۰، ۱۹۰۶  | ۱۱٬۹۲۶    |
| فوستر سیتی              | سن ماتئو                | آوریل ۲۷، ۱۹۷۱   | ۳۰٬۵۶۷    |
| فونتین ولی              | اورنج                   | ژوئنe 13، 1957   | ۵۵٬۳۱۳    |
| فولر                    | فرسنو                   | ژوئنe 15، 1908   | ۵٬۵۷۰     |
| فریمانت، کالیفرنیا      | آلامدا                  | ژانویه ۲۳، ۱۹۵۶  | ۲۱۴٬۰۸۹   |
| فرسنو †                 | فرسنو                   | اکتبر ۱۲، ۱۸۸۵   | ۴۹۴٬۶۶۵   |
| فولرتون                 | اورنج                   | فوریه ۱۵، ۱۹۰۴   | ۱۳۵٬۱۶۱   |
| گالت                    | ساکرامنتو               | آگوست ۱۶، ۱۹۴۶   | ۲۳٬۶۴۷    |
| گاردن گروو              | اورنج                   | ژوئنe 18، 1956   | ۱۷۰٬۸۸۳   |
| گاردنا                  | لس‌آنجلس                 | سپتامبر ۱۱، ۱۹۳۰ | ۵۸٬۸۲۹    |
| گیلروی                  | سانتا کلارا             | مارچ ۱۲، ۱۸۷۰    | ۴۸٬۸۲۱    |
| گلندیل (کالیفرنیا)      | لس‌آنجلس                 | فوریه ۱۵، ۱۹۰۶   | ۱۹۱٬۷۱۹   |
| گلندورا                 | لس‌آنجلس                 | نوامبر ۱۳، ۱۹۱۱  | ۵۰٬۰۷۳    |
| گولتا                   | سانتا باربارا           | فوریه ۱، ۲۰۰۲    | ۲۹٬۸۸۸    |
| گونزالس                 | مونتری                  | ژانویه ۱۴، ۱۹۴۷  | ۸٬۱۸۷     |
| گرند تراس               | سن برناردینو            | نوامبر ۳۰، ۱۹۷۸  | ۱۲٬۰۴۰    |
| گرس ولی                 | نوادا                   | مارچ ۱۳، ۱۸۹۳    | ۱۲٬۸۶۰    |
| گرین فیلد               | مونتری                  | ژانویه ۷، ۱۹۴۷   | ۱۶٬۳۳۰    |
| گریدلی                  | بوت                     | نوامبر ۲۳، ۱۹۰۵  | ۶٬۵۸۴     |
| گروور بیچ               | سن لوییز اوبیسپو        | دسامبر ۲۱، ۱۹۵۹  | ۱۳٬۱۵۶    |
| گوادالوپه               | سانتا باربارا           | آگوست ۳، ۱۹۴۶    | ۷٬۰۸۰     |
| جاستین                  | مرسد                    | نوامبر ۱۱، ۱۹۱۵  | ۵٬۵۲۰     |
| هاف مون بی              | سن ماتئو                | ژوئیه ۱۵، ۱۹۵۹   | ۱۱٬۳۲۴    |
| هانفورد †               | کینگز                   | آگوست ۱۲، ۱۸۹۱   | ۵۳٬۹۶۷    |
| هاوایین گادرنز          | لس‌آنجلس                 | آوریل ۹، ۱۹۶۴    | ۱۴٬۲۵۴    |
| هاوتورن                 | لس‌آنجلس                 | ژوئیه ۱۲، ۱۹۲۲   | ۸۴٬۲۹۳    |
| های وارد                | آلامدا                  | مارچ ۱۱، ۱۸۷۶    | ۱۴۴٬۱۸۶   |
| هلدزبرگ                 | سونوما                  | فوریه ۲۰، ۱۸۶۷   | ۱۱٬۲۵۴    |
| همت                     | ریورساید                | ژانویه ۲۰، ۱۹۱۰  | ۷۸٬۶۵۷    |
| هرکولس                  | کنترا کوستا             | دسامبر ۱۵، ۱۹۰۰  | ۲۴٬۰۶۰    |
| هرموسا بیچ              | لس‌آنجلس                 | ژانویه ۱۴، ۱۹۰۷  | ۱۹٬۵۰۶    |
| هسپریا                  | سن برناردینو            | ژوئیه ۱، ۱۹۸۸    | ۹۰٬۱۷۳    |
| هیدن هیلز               | لس‌آنجلس                 | اکتبر ۱۹، ۱۹۶۱   | ۱٬۸۵۶     |
| هایلند                  | سن برناردینو            | نوامبر ۲۴، ۱۹۸۷  | ۵۳٬۱۰۴    |
| هیلزبورو *              | سن ماتئو                | می ۵، ۱۹۱۰       | ۱۰٬۸۲۵    |
| هالیستر †               | سن بنیتو                | مارچ ۲۶، ۱۸۷۲    | ۳۴٬۹۲۸    |
| هالت ویل                | ایمپریال                | ژوئیه ۱، ۱۹۰۸    | ۵٬۹۳۹     |
| هاسون                   | استانیسلاس              | دسامبر ۹، ۱۹۷۲   | ۶٬۶۴۰     |
| هانتینگتون بیچ          | اورنج                   | فوریه ۱۷، ۱۹۰۹   | ۱۸۹٬۹۹۲   |
| هانتینگتون پارک         | لس‌آنجلس                 | سپتامبر ۱، ۱۹۰۶  | ۵۸٬۱۱۴    |
| هورون                   | فرسنو                   | می ۳، ۱۹۵۱       | ۶٬۷۵۴     |
| ایمپریال                | ایمپریال                | ژوئیه ۱۲، ۱۹۰۴   | ۱۴٬۷۵۸    |
| ایمپریال بیچ            | سن دیه‌گو                | ژوئیه ۱۸، ۱۹۵۶   | ۲۶٬۳۲۴    |
| ایندین ولز              | ریورساید                | ژوئیه ۱۴، ۱۹۶۷   | ۴٬۹۵۸     |
| ایندیو                  | ریورساید                | می ۱۶، ۱۹۳۰      | ۷۶٬۰۳۶    |
| اینداستری               | لس‌آنجلس                 | ژوئنe 18، 1957   | ۲۱۹       |
| اینگل وود               | لس‌آنجلس                 | فوریه ۷، ۱۹۰۸    | ۱۰۹٬۶۷۳   |
| آیون                    | آمادور                  | مارچ ۲۳، ۱۹۵۳    | ۷٬۹۱۸     |
| ارواین، کالیفرنیا       | اورنج                   | دسامبر ۲۸، ۱۹۷۱  | ۲۱۲٬۳۷۵   |
| آیرویندل                | لس‌آنجلس                 | آگوست ۶، ۱۹۵۷    | ۱٬۴۲۲     |
| آیسلتون                 | ساکرامنتو               | می ۱۴، ۱۹۲۳      | ۸۰۴       |
| جکسون †                 | آمادور                  | دسامبر ۵، ۱۹۰۵   | ۴٬۶۵۱     |
| جوروپا ولی              | ریورساید                | ژوئیه ۱، ۲۰۱۱    | ۹۴٬۲۳۵    |
| کرمان                   | فرسنو                   | ژوئیه ۲، ۱۹۴۶    | ۱۳٬۵۴۴    |
| کینگ سیتی               | مونتری                  | فوریه ۹، ۱۹۱۱    | ۱۲٬۸۷۴    |
| کینگز برگ               | فرسنو                   | می ۲۹، ۱۹۰۸      | ۱۱٬۳۸۲    |
| لا کانادا فلینتریج      | لس‌آنجلس                 | نوامبر ۳۰، ۱۹۷۶  | ۲۰٬۲۴۶    |
| لا هابرا                | اورنج                   | ژانویه ۲۰، ۱۹۲۵  | ۶۰٬۲۳۹    |
| لا هابرا هایتز          | لس‌آنجلس                 | دسامبر ۴، ۱۹۷۸   | ۵٬۳۲۵     |
| لا مسا                  | سن دیه‌گو                | فوریه ۱۶، ۱۹۱۲   | ۵۷٬۰۶۵    |
| لا میرادا               | لس‌آنجلس                 | مارچ ۲۳، ۱۹۶۰    | ۴۸٬۵۲۷    |
| لا پالما                | اورنج                   | اکتبر ۲۶، ۱۹۵۵   | ۱۵٬۵۶۸    |
| لا پونت                 | لس‌آنجلس                 | آگوست ۱، ۱۹۵۶    | ۳۹٬۸۱۶    |
| لا کوئینتا              | ریورساید                | می ۱، ۱۹۸۲       | ۳۷٬۴۶۷    |
| لا ورن                  | لس‌آنجلس                 | آگوست ۲۰، ۱۹۰۶   | ۳۱٬۰۶۳    |
| لافایت                  | کنترا کوستا             | ژوئیه ۲۹، ۱۹۶۸   | ۲۳٬۸۹۳    |
| لاگونا بیچ، کالیفرنیا   | اورنج                   | ژوئنe 29، 1927   | ۲۲٬۷۲۳    |
| لاگونا هیلز             | اورنج                   | دسامبر ۲۰، ۱۹۹۱  | ۳۰٬۳۴۴    |
| لاگونا نیگوئل           | اورنج                   | دسامبر ۱، ۱۹۸۹   | ۶۲٬۹۷۹    |
| لاگونا وودز             | اورنج                   | مارچ ۲۴، ۱۹۹۹    | ۱۶٬۱۹۲    |
| لیک ال سینور            | ریورساید                | آوریل ۹، ۱۸۸۸    | ۵۱٬۸۲۱    |
| لیک فارست               | اورنج                   | دسامبر ۲۰، ۱۹۹۱  | ۷۷٬۲۶۴    |
| لیکپورت †               | لیک                     | آوریل ۳۰، ۱۸۸۸   | ۴٬۷۵۳     |
| لیکوود                  | لس‌آنجلس                 | آوریل ۱۶، ۱۹۵۴   | ۸۰٬۰۴۸    |
| لان کاستر               | لس‌آنجلس                 | نوامبر ۲۲، ۱۹۷۷  | ۱۵۶٬۶۳۳   |
| لارکسپور                | مارین                   | مارچ ۱، ۱۹۰۸     | ۱۱٬۹۲۶    |
| لاتروپ                  | سن ژواکین               | ژوئیه ۱، ۱۹۸۹    | ۱۸٬۰۲۳    |
| لاون دیل                | لس‌آنجلس                 | دسامبر ۲۸، ۱۹۵۹  | ۳۲٬۷۶۹    |
| لمون گروو               | سن دیه‌گو                | ژوئیه ۱، ۱۹۷۷    | ۲۵٬۳۲۰    |
| لمور                    | کینگز                   | ژوئیه ۴، ۱۹۰۰    | ۲۴٬۵۳۱    |
| لینکلن                  | پلاسر                   | آگوست ۷، ۱۸۹۰    | ۴۲٬۸۱۹    |
| لیندسی                  | تولار                   | فوریه ۲۸، ۱۹۱۰   | ۱۱٬۷۶۸    |
| لایو اوک                | سوتر                    | ژانویه ۲۲، ۱۹۴۷  | ۸٬۳۹۲     |
| لیورمور                 | آلامدا                  | آوریل ۱، ۱۸۷۶    | ۸۰٬۹۶۸    |
| لیوینگستون              | مرسد                    | سپتامبر ۱۱، ۱۹۲۲ | ۱۳٬۰۵۸    |
| لودی                    | سن ژواکین               | دسامبر ۶، ۱۹۰۶   | ۶۲٬۱۳۴    |
| لوما لیندا              | سن برناردینو            | سپتامبر ۲۹، ۱۹۷۰ | ۲۳٬۲۶۱    |
| لومیتا                  | لس‌آنجلس                 | ژوئنe 30، 1964   | ۲۰٬۲۵۶    |
| لامپوک                  | سانتا باربارا           | آگوست ۱۳، ۱۸۸۸   | ۴۲٬۴۳۴    |
| لانگ بیچ                | لس‌آنجلس                 | دسامبر ۱۳، ۱۸۹۷  | ۴۶۲٬۲۵۷   |
| لومیس *                 | پلاسر                   | دسامبر ۱۷، ۱۹۸۴  | ۶٬۴۳۰     |
| لوس آلامیتوس            | اورنج                   | مارچ ۱، ۱۹۶۰     | ۱۱٬۴۴۹    |
| لوس آلتوس               | سانتا کلارا             | دسامبر ۱، ۱۹۵۲   | ۲۸٬۹۷۶    |
| لوس آلتوس هیلز *        | سانتا کلارا             | ژانویه ۲۷، ۱۹۵۶  | ۷٬۹۲۲     |
| لس‌آنجلس                 | لس‌آنجلس                 | آوریل ۴، ۱۸۵۰    | ۳٬۷۹۲٬۶۲۱ |
| لوس بانوس               | مرسد                    | می ۸، ۱۹۰۷       | ۳۵٬۹۷۲    |
| لوس گاتوس *             | سانتا کلارا             | آگوست ۱۰، ۱۸۸۷   | ۲۹٬۴۱۳    |
| لویالتون                | شهرستان سیرا، کالیفرنیا | آگوست ۲۱، ۱۹۰۱   | ۷۶۹       |
| لینوود                  | لس‌آنجلس                 | ژوئیه ۲۱، ۱۹۲۱   | ۶۹٬۷۷۲    |
| مادرا †                 | شهرستان مادرا           | مارچ ۲۷، ۱۹۰۷    | ۶۱٬۴۱۶    |
| ملیبو، کالیفرنیا        | لس‌آنجلس                 | مارچ ۲۸، ۱۹۹۱    | ۱۲٬۶۴۵    |
| ماموت لیکس *            | مونو                    | آگوست ۲۰، ۱۹۸۴   | ۸٬۲۳۴     |
| منهتن بیچ               | لس‌آنجلس                 | دسامبر ۱۲، ۱۹۱۲  | ۳۵٬۱۳۵    |
| مانتکا                  | سن ژواکین               | ژوئنe 5، 1918    | ۶۷٬۰۹۶    |
| ماریکوپا                | کرن                     | ژوئیه ۲۵، ۱۹۱۱   | ۱٬۱۵۴     |
| مارینا                  | مونتری                  | نوامبر ۱۳، ۱۹۷۵  | ۱۹٬۷۱۸    |
| مارتینز، کالیفرنیا      | کنترا کوستا             | آوریل ۱، ۱۸۷۶    | ۳۵٬۸۲۴    |
| ماریس ویل †             | یوبا                    | فوریه ۵، ۱۸۵۱    | ۱۲٬۰۷۲    |
| میوود                   | لس‌آنجلس                 | سپتامبر ۲، ۱۹۲۴  | ۲۷٬۳۹۵    |
| مک فارلند               | کرن                     | ژوئیه ۱۸، ۱۹۵۷   | ۱۲٬۷۰۷    |
| مندوتا                  | فرسنو                   | ژوئنe 17، 1942   | ۱۱٬۰۱۴    |
| منی فی                  | ریورساید                | اکتبر ۱، ۲۰۰۸    | ۷۷٬۵۱۹    |
| منلو پارک، کالیفرنیا    | سن ماتئو                | نوامبر ۲۳، ۱۹۲۷  | ۳۲٬۰۲۶    |
| مرسد †                  | مرسد                    | آوریل ۱، ۱۸۸۹    | ۷۸٬۹۵۸    |
| میل ولی                 | مارین                   | سپتامبر ۱، ۱۹۰۰  | ۱۳٬۹۰۳    |
| میل بری                 | سن ماتئو                | ژانویه ۱۴، ۱۹۴۸  | ۲۱٬۵۳۲    |
| میلپیتاس                | سانتا کلارا             | ژانویه ۲۶، ۱۹۵۴  | ۶۶٬۷۹۰    |
| میشن ویجو               | اورنج                   | مارچ ۳۱، ۱۹۸۸    | ۹۳٬۳۰۵    |
| مودستو †                | استانیسلاس              | آگوست ۶، ۱۸۸۴    | ۲۰۱٬۱۶۵   |
| مونرویا                 | لس‌آنجلس                 | دسامبر ۱۵، ۱۸۸۷  | ۳۶٬۵۹۰    |
| مونتاگو                 | سیسکیو                  | ژانویه ۲۸، ۱۹۰۹  | ۱٬۴۴۳     |
| مونت کلیر               | سن برناردینو            | آوریل ۲۵، ۱۹۵۶   | ۳۶٬۶۶۴    |
| مونته سرنو              | سانتا کلارا             | می ۱۴، ۱۹۵۷      | ۳٬۳۴۱     |
| مونتهبلو                | لس‌آنجلس                 | اکتبر ۱۶، ۱۹۲۰   | ۶۲٬۵۰۰    |
| مونته ری                | مونتری                  | ژوئنe 14، 1890   | ۲۷٬۸۱۰    |
| مونته ری پارک           | لس‌آنجلس                 | می ۲۹، ۱۹۱۶      | ۶۰٬۲۶۹    |
| مورپارک                 | ونتورا                  | ژوئیه ۱، ۱۹۸۳    | ۳۴٬۴۲۱    |
| موراگا *                | کنترا کوستا             | نوامبر ۱۳، ۱۹۷۴  | ۱۶٬۰۱۶    |
| مورنو ولی               | ریورساید                | دسامبر ۳، ۱۹۸۴   | ۱۹۳٬۳۶۵   |
| مورگان هیل              | سانتا کلارا             | نوامبر ۱۰، ۱۹۰۶  | ۳۷٬۸۸۲    |
| مورو بی                 | سن لوییز اوبیسپو        | ژوئیه ۱۷، ۱۹۶۴   | ۱۰٬۲۳۴    |
| مونت شاستا              | سیسکیو                  | می ۳۱، ۱۹۰۵      | ۳٬۳۹۴     |
| مانتین ویو              | سانتا کلارا             | نوامبر ۷، ۱۹۰۲   | ۷۴٬۰۶۶    |
| موریتا                  | ریورساید                | ژوئیه ۱، ۱۹۹۱    | ۱۰۳٬۴۶۶   |
| ناپا †                  | ناپا                    | مارچ ۲۳، ۱۸۷۲    | ۷۶٬۹۱۵    |
| نشنال سیتی              | سن دیه‌گو                | سپتامبر ۱۷، ۱۸۸۷ | ۵۸٬۵۸۲    |
| نیدلز                   | سن برناردینو            | اکتبر ۳۰، ۱۹۱۳   | ۴٬۸۴۴     |
| نوادا سیتی †            | نوادا                   | آوریل ۱۹، ۱۸۵۶   | ۳٬۰۶۸     |
| نیوارک                  | آلامدا                  | سپتامبر ۲۲، ۱۹۵۵ | ۴۲٬۵۷۳    |
| نیومن                   | استانیسلاس              | ژوئنe 10، 1908   | ۱۰٬۲۲۴    |
| نیوپورت بیچ، کالیفرنیا  | اورنج                   | سپتامبر ۱، ۱۹۰۶  | ۸۵٬۱۸۶    |
| نورکو                   | ریورساید                | دسامبر ۲۸، ۱۹۶۴  | ۲۷٬۰۶۳    |
| نورواک                  | لس‌آنجلس                 | آگوست ۲۶، ۱۹۵۷   | ۱۰۵٬۵۴۹   |
| نوواتو                  | مارین                   | ژانویه ۲۰، ۱۹۶۰  | ۵۱٬۹۰۴    |
| اوک دیل                 | استانیسلاس              | نوامبر ۲۴، ۱۹۰۶  | ۲۰٬۶۷۵    |
| اوکلند                  | آلامدا                  | می ۴، ۱۸۵۲       | ۳۹۰٬۷۲۴   |
| اوکلی                   | کنترا کوستا             | ژوئیه ۱، ۱۹۹۹    | ۳۵٬۴۳۲    |
| اوشن ساید               | سن دیه‌گو                | ژوئیه ۳، ۱۸۸۸    | ۱۶۷٬۰۸۶   |
| اوهای                   | ونتورا                  | آگوست ۵، ۱۹۲۱    | ۷٬۴۶۱     |
| اونتاریو                | سن برناردینو            | دسامبر ۱۰، ۱۸۹۱  | ۱۶۳٬۹۲۴   |
| اورنج                   | اورنج                   | آوریل ۶، ۱۸۸۸    | ۱۳۴٬۶۱۶   |
| اورنج کاو               | فرسنو                   | ژانویه ۲۰، ۱۹۴۸  | ۹٬۰۷۸     |
| اوریندا                 | کنترا کوستا             | ژوئیه ۱، ۱۹۸۵    | ۱۷٬۶۴۳    |
| اورلند                  | گلن                     | نوامبر ۱۱، ۱۹۰۹  | ۷٬۲۹۱     |
| اوروویل †               | بوت                     | ژانویه ۳، ۱۹۰۶   | ۱۵٬۵۴۶    |
| اوکس نارد               | ونتورا                  | ژوئنe 30، 1903   | ۱۹۷٬۸۹۹   |
| پاسیفیک گروو            | مونتری                  | ژوئیه ۵، ۱۸۸۹    | ۱۵٬۰۴۱    |
| پاسیفیکا                | سن ماتئو                | نوامبر ۲۲، ۱۹۵۷  | ۳۷٬۲۳۴    |
| پالم دزرت               | ریورساید                | نوامبر ۲۶، ۱۹۷۳  | ۴۸٬۴۴۵    |
| پالم اسپرینگز           | ریورساید                | آوریل ۲۰، ۱۹۳۸   | ۴۴٬۵۵۲    |
| پالم دیل                | لس‌آنجلس                 | آگوست ۲۴، ۱۹۶۲   | ۱۵۲٬۷۵۰   |
| پالو آلتو               | سانتا کلارا             | آوریل ۲۳، ۱۸۹۴   | ۶۴٬۴۰۳    |
| پالوس وردس استیتس       | لس‌آنجلس                 | دسامبر ۲۰، ۱۹۳۹  | ۱۳٬۴۳۸    |
| پردایس *                | بوت                     | نوامبر ۲۷، ۱۹۷۹  | ۲۶٬۲۱۸    |
| پارامونت                | لس‌آنجلس                 | ژانویه ۳۰، ۱۹۵۷  | ۵۴٬۰۹۸    |
| پارلیر                  | فرسنو                   | نوامبر ۱۵، ۱۹۲۱  | ۱۴٬۴۹۴    |
| پاسادینا، کالیفرنیا     | لس‌آنجلس                 | ژوئنe 19، 1886   | ۱۳۷٬۱۲۲   |
| پاسو روبلز              | سن لوییز اوبیسپو        | مارچ ۱۱، ۱۸۸۹    | ۲۹٬۷۹۳    |
| پاترسون                 | استانیسلاس              | دسامبر ۲۲، ۱۹۱۹  | ۲۰٬۴۱۳    |
| پریس                    | ریورساید                | می ۲۶، ۱۹۱۱      | ۶۸٬۳۸۶    |
| پتالوما                 | سونوما                  | آوریل ۱۲، ۱۸۵۸   | ۵۷٬۹۴۱    |
| پیکو ریورا              | لس‌آنجلس                 | ژانویه ۲۹، ۱۹۵۸  | ۶۲٬۹۴۲    |
| پیدمونت                 | آلامدا                  | ژانویه ۳۱، ۱۹۰۷  | ۱۰٬۶۶۷    |
| پینول                   | کنترا کوستا             | ژوئنe 25، 1903   | ۱۸٬۳۹۰    |
| پیسمو بیچ               | سن لوییز اوبیسپو        | آوریل ۲۵، ۱۹۴۶   | ۷٬۶۵۵     |
| پیتز برگ                | کنترا کوستا             | ژوئنe 25، 1903   | ۶۳٬۲۶۴    |
| پلاسنتیا                | اورنج                   | دسامبر ۲، ۱۹۲۶   | ۵۰٬۵۳۳    |
| پلیسرویل †              | شهرستان ال دورادو       | می ۱۳، ۱۸۵۴      | ۱۰٬۳۸۹    |
| پلیزنت هیل              | کنترا کوستا             | نوامبر ۱۴، ۱۹۶۱  | ۳۳٬۱۵۲    |
| پلیزانتون               | آلامدا                  | ژوئنe 18، 1894   | ۷۰٬۲۸۵    |
| پلی موت                 | آمادور                  | فوریه ۸، ۱۹۱۷    | ۱٬۰۰۵     |
| پوینت آرنا              | مندوسینو                | ژوئیه ۱۱، ۱۹۰۸   | ۴۴۹       |
| پومونا                  | لس‌آنجلس                 | ژانویه ۶، ۱۸۸۸   | ۱۴۹٬۰۵۸   |
| پورت هونیم              | ونتورا                  | مارچ ۲۴، ۱۹۴۸    | ۲۱٬۷۲۳    |
| پورتارویل               | تولار                   | می ۷، ۱۹۰۲       | ۵۴٬۱۶۵    |
| پورتولا                 | پلوماس                  | می ۱۶، ۱۹۴۶      | ۲٬۱۰۴     |
| پورتولا ولی *           | سن ماتئو                | ژوئیه ۱۴، ۱۹۶۴   | ۴٬۳۵۳     |
| پووی                    | سن دیه‌گو                | دسامبر ۱، ۱۹۸۰   | ۴۷٬۸۱۱    |
| رانچو کوردووا           | ساکرامنتو               | ژوئیه ۱، ۲۰۰۳    | ۶۴٬۷۷۶    |
| رانچو کوکامونگا         | سن برناردینو            | نوامبر ۳۰، ۱۹۷۷  | ۱۶۵٬۲۶۹   |
| رانچو مایراج            | ریورساید                | آگوست ۳، ۱۹۷۳    | ۱۷٬۲۱۸    |
| رانچو پالوس وردس        | لس‌آنجلس                 | سپتامبر ۷، ۱۹۷۳  | ۴۱٬۶۴۳    |
| رانچو سانتا مارگاریتا   | اورنج                   | ژانویه ۱، ۲۰۰۰   | ۴۷٬۸۵۳    |
| رد بلاف †               | تهاما                   | مارچ ۳۱، ۱۸۷۶    | ۱۴٬۰۷۶    |
| ردینگ †                 | شاستا                   | اکتبر ۴، ۱۸۸۷    | ۸۹٬۸۶۱    |
| ردلندز                  | سن برناردینو            | دسامبر ۳، ۱۸۸۸   | ۶۸٬۷۴۷    |
| ردوندو بیچ              | لس‌آنجلس                 | آوریل ۲۹، ۱۸۹۲   | ۶۶٬۷۴۸    |
| ردوود سیتی، کالیفرنیا   | سن ماتئو                | می ۱۱، ۱۸۶۷      | ۷۶٬۸۱۵    |
| ریدلی                   | فرسنو                   | فوریه ۱۸، ۱۹۱۳   | ۲۴٬۱۹۴    |
| ریالتو                  | سن برناردینو            | نوامبر ۱۷، ۱۹۱۱  | ۹۹٬۱۷۱    |
| ریچموند                 | کنترا کوستا             | آگوست ۷، ۱۹۰۵    | ۱۰۳٬۷۰۱   |
| ریجی کرست               | کرن                     | نوامبر ۲۹، ۱۹۶۳  | ۲۷٬۶۱۶    |
| ریو آیدل                | هومبولت                 | فوریه ۲۳، ۱۹۶۵   | ۳٬۳۶۸     |
| ریو ویستا               | سولانو                  | ژانویه ۶، ۱۸۹۴   | ۷٬۳۶۰     |
| ریپون                   | سن ژواکین               | نوامبر ۲۷، ۱۹۴۵  | ۱۴٬۲۹۷    |
| ریور بانک               | استانیسلاس              | آگوست ۲۳، ۱۹۲۲   | ۲۲٬۶۷۸    |
| ریورساید                | ریورساید                | اکتبر ۱۱، ۱۸۸۳   | ۳۰۳٬۸۷۱   |
| راکلین                  | پلاسر                   | فوریه ۲۴، ۱۸۹۳   | ۵۶٬۹۷۴    |
| رونرت پارک              | سونوما                  | آگوست ۲۸، ۱۹۶۲   | ۴۰٬۹۷۱    |
| رولینگ هیلز             | لس‌آنجلس                 | ژانویه ۲۴، ۱۹۵۷  | ۱٬۸۶۰     |
| رولینگ هیلز استیتز      | لس‌آنجلس                 | سپتامبر ۱۸، ۱۹۵۷ | ۸٬۰۶۷     |
| رزمید                   | لس‌آنجلس                 | آگوست ۴، ۱۹۵۹    | ۵۳٬۷۶۴    |
| رزویل                   | پلاسر                   | آوریل ۱۰، ۱۹۰۹   | ۱۱۸٬۷۸۸   |
| راس *                   | مارین                   | آگوست ۲۱، ۱۹۰۸   | ۲٬۴۱۵     |
| ساکرامنتو ††            | ساکرامنتو               | فوریه ۲۷، ۱۸۵۰   | ۴۶۶٬۴۸۸   |
| سالیناس †               | مونتری                  | مارچ ۴، ۱۸۷۴     | ۱۵۰٬۴۴۱   |
| سانآنسلمو *             | مارین                   | آوریل ۹، ۱۹۰۷    | ۱۲٬۳۳۶    |
| سن برناردینو، کالیفرنیا | سن برناردینو            | آگوست ۱۰، ۱۸۶۹   | ۲۰۹٬۹۲۴   |
| سان برونو               | سن ماتئو                | دسامبر ۲۳، ۱۹۱۴  | ۴۱٬۱۱۴    |
| سان کارلوس              | سن ماتئو                | ژوئیه ۸، ۱۹۲۵    | ۲۸٬۴۰۶    |
| سان کلمنت               | اورنج                   | فوریه ۲۸، ۱۹۲۸   | ۶۳٬۵۲۲    |
| سن دیگو                 | سن دیه‌گو                | مارچ ۲۷، ۱۸۵۰    | ۱٬۳۰۷٬۴۰۲ |
| سان دیماس               | لس‌آنجلس                 | آگوست ۴، ۱۹۶۰    | ۳۳٬۳۷۱    |
| سان فرناندو             | لس‌آنجلس                 | آگوست ۳۱، ۱۹۱۱   | ۲۳٬۶۴۵    |
| سان‌فرانسیسکو            | سان‌فرانسیسکو            | آوریل ۱۶، ۱۸۵۰   | ۸۰۵٬۲۳۵   |
| سان گابریل              | لس‌آنجلس                 | آوریل ۲۴، ۱۹۱۳   | ۳۹٬۷۱۸    |
| سان جاسینتو             | ریورساید                | آوریل ۲۰، ۱۸۸۸   | ۴۴٬۱۹۹    |
| سانفوادین               | فرسنو                   | فوریه ۱۴، ۱۹۲۰   | ۴٬۰۰۱     |
| سان‌خوزه، کالیفرنیا      | سانتا کلارا             | مارچ ۲۷، ۱۸۵۰    | ۹۴۵٬۹۴۲   |
| سان جوان باتیستا        | سن بنیتو                | می ۴، ۱۸۹۶       | ۱٬۸۶۲     |
| سان جوان کاپیسترانو     | اورنج                   | آوریل ۱۹، ۱۹۶۱   | ۳۴٬۵۹۳    |
| سان لئاندرو             | آلامدا                  | مارچ ۲۱، ۱۸۷۲    | ۸۴٬۹۵۰    |
| سان لوئیس اوبیسپو †     | سن لوییز اوبیسپو        | فوریه ۱۶، ۱۸۵۶   | ۴۵٬۱۱۹    |
| سان مارکوس              | سن دیه‌گو                | ژانویه ۲۸، ۱۹۶۳  | ۸۳٬۷۸۱    |
| سان مارینو              | لس‌آنجلس                 | آوریل ۲۵، ۱۹۱۳   | ۱۳٬۱۴۷    |
| سان ماتیو               | سن ماتئو                | سپتامبر ۴، ۱۸۹۴  | ۹۷٬۲۰۷    |
| سان پابلو               | کنترا کوستا             | آوریل ۲۷، ۱۹۴۸   | ۲۹٬۱۳۹    |
| سان رافائل †            | مارین                   | فوریه ۱۸، ۱۸۷۴   | ۵۷٬۷۱۳    |
| سان رامون               | کنترا کوستا             | ژوئیه ۱، ۱۹۸۳    | ۷۲٬۱۴۸    |
| سند سیتی                | مونتری                  | می ۳۱، ۱۹۶۰      | ۳۳۴       |
| سانگر                   | فرسنو                   | می ۹، ۱۹۱۱       | ۲۴٬۲۷۰    |
| سانتا آنا، کالیفرنیا    | اورنج                   | ژوئنe 1، 1886    | ۳۲۴٬۵۲۸   |
| سنتا باربارا، کالیفرنیا | سانتا باربارا           | آوریل ۹، ۱۸۵۰    | ۸۸٬۴۱۰    |
| سانتا کلارا             | سانتا کلارا             | ژوئیه ۵، ۱۸۵۲    | ۱۱۶٬۴۶۸   |
| سانتا کلاریتا           | لس‌آنجلس                 | دسامبر ۱۵، ۱۹۸۷  | ۱۷۶٬۳۲۰   |
| سانتا کروز †            | سانتا کروز              | مارچ ۳۱، ۱۸۶۶    | ۵۹٬۹۴۶    |
| سانتا فی اسپرینگز       | لس‌آنجلس                 | می ۱۵، ۱۹۵۷      | ۱۶٬۲۲۳    |
| سانتا ماریا             | سانتا باربارا           | سپتامبر ۱۲، ۱۹۰۵ | ۹۹٬۵۵۳    |
| سنتا مونیکا، کالیفرنیا  | لس‌آنجلس                 | نوامبر ۳۰، ۱۸۸۶  | ۸۹٬۷۳۶    |
| سانتا پائولا            | ونتورا                  | آوریل ۲۲، ۱۹۰۲   | ۲۹٬۳۲۱    |
| سانتا روزا، کالیفرنیا   | سونوما                  | مارچ ۲۶، ۱۸۶۸    | ۱۶۷٬۸۱۵   |
| سانتی                   | سن دیه‌گو                | دسامبر ۱، ۱۹۸۰   | ۵۳٬۴۱۳    |
| ساراتوگا                | سانتا کلارا             | اکتبر ۲۲، ۱۹۵۶   | ۲۹٬۹۲۶    |
| سائوسالیتو              | مارین                   | سپتامبر ۴، ۱۸۹۳  | ۷٬۰۶۱     |
| اسکاتس ولی              | سانتا کروز              | آگوست ۲، ۱۹۶۶    | ۱۱٬۵۸۰    |
| سیل بیچ                 | اورنج                   | اکتبر ۲۷، ۱۹۱۵   | ۲۴٬۱۶۸    |
| سی ساید                 | مونتری                  | اکتبر ۱۳، ۱۹۵۴   | ۳۳٬۰۲۵    |
| سباستوپول               | سونوما                  | ژوئنe 13، 1902   | ۷٬۳۷۹     |
| سلما                    | فرسنو                   | مارچ ۱۵، ۱۸۹۳    | ۲۳٬۲۱۹    |
| شافتر                   | کرن                     | ژانویه ۲۰، ۱۹۳۸  | ۱۶٬۹۸۸    |
| شاستا لیک               | شاستا                   | ژوئیه ۲، ۱۹۹۳    | ۱۰٬۱۶۴    |
| سیرا مادر               | لس‌آنجلس                 | فوریه ۲، ۱۹۰۷    | ۱۰٬۹۱۷    |
| سیگنال هیل              | لس‌آنجلس                 | آوریل ۲۲، ۱۹۲۴   | ۱۱٬۰۱۶    |
| سیمی ولی                | ونتورا                  | اکتبر ۱۰، ۱۹۶۹   | ۱۲۴٬۲۳۷   |
| سولانا بیچ              | سن دیه‌گو                | ژوئیه ۱، ۱۹۸۶    | ۱۲٬۸۶۷    |
| سولدد                   | مونتری                  | مارچ ۹، ۱۹۲۱     | ۲۵٬۷۳۸    |
| سولوانگ                 | سانتا باربارا           | می ۱، ۱۹۸۵       | ۵٬۲۴۵     |
| سونوما                  | سونوما                  | سپتامبر ۳، ۱۸۸۳  | ۱۰٬۶۴۸    |
| سونورا †                | شهرستان توآلومی         | می ۱، ۱۸۵۱       | ۴٬۹۰۳     |
| سوت ال مونته            | لس‌آنجلس                 | ژوئیه ۳۰، ۱۹۵۸   | ۲۰٬۱۱۶    |
| سوت گیت                 | لس‌آنجلس                 | ژانویه ۲۰، ۱۹۲۳  | ۹۴٬۳۹۶    |
| سوت لیک تاهو            | شهرستان ال دورادو       | نوامبر ۳۰، ۱۹۶۵  | ۲۱٬۴۰۳    |
| سوت پاسادنا             | لس‌آنجلس                 | مارچ ۲، ۱۸۸۸     | ۲۵٬۶۱۹    |
| سوت سان فرانسیسکو       | سن ماتئو                | سپتامبر ۱۹، ۱۹۰۸ | ۶۳٬۶۳۲    |
| سینت هلنا               | ناپا                    | مارچ ۲۴، ۱۸۷۶    | ۵٬۸۱۴     |
| استانتون                | اورنج                   | ژوئنe 4، 1956    | ۳۸٬۱۸۶    |
| استاکتون                | سن ژواکین               | ژوئیه ۲۳، ۱۸۵۰   | ۲۹۱٬۷۰۷   |
| سوئی سان سیتی           | سولانو                  | اکتبر ۹، ۱۸۶۸    | ۲۸٬۱۱۱    |
| سانی ویل                | سانتا کلارا             | دسامبر ۲۴، ۱۹۱۲  | ۱۴۰٬۰۸۱   |
| سوزان ویل †             | لاسن                    | آگوست ۲۴، ۱۹۰۰   | ۱۷٬۹۴۷    |
| ساتر کریک               | آمادور                  | فوریه ۱۱، ۱۹۱۳   | ۲٬۵۰۱     |
| تافت                    | کرن                     | نوامبر ۷، ۱۹۱۰   | ۹٬۳۲۷     |
| تهاچاپی                 | کرن                     | آگوست ۱۳، ۱۹۰۹   | ۱۴٬۴۱۴    |
| تهاما                   | تهاما                   | ژوئیه ۵، ۱۹۰۶    | ۴۱۸       |
| تموکولا                 | ریورساید                | دسامبر ۱، ۱۹۸۹   | ۱۰۰٬۰۹۷   |
| تمپل سیتی               | لس‌آنجلس                 | می ۲۵، ۱۹۶۰      | ۳۵٬۵۵۸    |
| تاوزند اوکس             | ونتورا                  | اکتبر ۷، ۱۹۶۴    | ۱۲۶٬۶۸۳   |
| تیبورون *               | مارین                   | ژوئنe 23، 1964   | ۸٬۹۶۲     |
| تورانس                  | لس‌آنجلس                 | می ۱۲، ۱۹۲۱      | ۱۴۵٬۴۳۸   |
| تریسی                   | سن ژواکین               | ژوئیه ۲۲، ۱۹۱۰   | ۸۲٬۹۲۲    |
| ترینیداد                | هومبولت                 | نوامبر ۷، ۱۸۷۰   | ۳۶۷       |
| تراکی *                 | نوادا                   | مارچ ۲۳، ۱۹۹۳    | ۱۶٬۱۸۰    |
| تولر                    | تولار                   | آوریل ۵، ۱۸۸۸    | ۵۹٬۲۷۸    |
| توللیک                  | سیسکیو                  | مارچ ۱، ۱۹۳۷     | ۱٬۰۱۰     |
| تورلاک                  | استانیسلاس              | فوریه ۱۵، ۱۹۰۸   | ۶۸٬۵۴۹    |
| تاستین                  | اورنج                   | سپتامبر ۲۱، ۱۹۲۷ | ۷۵٬۵۴۰    |
| توئنتی ناین پالمز       | سن برناردینو            | نوامبر ۲۳، ۱۹۸۷  | ۲۵٬۰۴۸    |
| یوکیاه †                | مندوسینو                | مارچ ۸، ۱۸۷۶     | ۱۶٬۰۷۵    |
| یونین سیتی              | آلامدا                  | ژانویه ۲۶، ۱۹۵۹  | ۶۹٬۵۱۶    |
| آپ لند                  | سن برناردینو            | می ۱۵، ۱۹۰۶      | ۷۳٬۷۳۲    |
| واکاویل                 | سولانو                  | آگوست ۹، ۱۸۹۲    | ۹۲٬۴۲۸    |
| والهو، کالیفرنیا        | سولانو                  | مارچ ۳۰، ۱۸۶۸    | ۱۱۵٬۹۴۲   |
| ونتورا †                | ونتورا                  | آوریل ۲، ۱۸۶۶    | ۱۰۶٬۴۳۳   |
| ورنون                   | لس‌آنجلس                 | سپتامبر ۲۲، ۱۹۰۵ | ۱۱۲       |
| ویکتور ویل              | سن برناردینو            | سپتامبر ۲۱، ۱۹۶۲ | ۱۱۵٬۹۰۳   |
| ویلا پارک               | اورنج                   | ژانویه ۱۱، ۱۹۶۲  | ۵٬۸۱۲     |
| ویسالیا †               | تولار                   | فوریه ۲۷، ۱۸۷۴   | ۱۲۴٬۴۴۲   |
| ویستا                   | سن دیه‌گو                | ژانویه ۲۸، ۱۹۶۳  | ۹۳٬۸۳۴    |
| والنات                  | لس‌آنجلس                 | ژانویه ۱۹، ۱۹۵۹  | ۲۹٬۱۷۲    |
| والنات کریک             | کنترا کوستا             | اکتبر ۲۱، ۱۹۱۴   | ۶۴٬۱۷۳    |
| واسکو                   | کرن                     | دسامبر ۲۲، ۱۹۴۵  | ۲۵٬۵۴۵    |
| واترفورد                | استانیسلاس              | نوامبر ۷، ۱۹۶۹   | ۸٬۴۵۶     |
| واتسون ویل              | سانتا کروز              | مارچ ۳۰، ۱۸۶۸    | ۵۱٬۱۹۹    |
| وید                     | سیسکیو                  | ژانویه ۲۵، ۱۹۶۱  | ۲٬۹۶۷     |
| وست کووینا              | لس‌آنجلس                 | فوریه ۱۷، ۱۹۲۳   | ۱۰۶٬۰۹۸   |
| وست هالیوود             | لس‌آنجلس                 | نوامبر ۲۹، ۱۹۸۴  | ۳۴٬۳۹۹    |
| وست ساکرامنتو           | یولو                    | ژانویه ۱، ۱۹۸۷   | ۴۸٬۷۴۴    |
| وست لیک ویلج            | لس‌آنجلس                 | دسامبر ۱۱، ۱۹۸۱  | ۸٬۲۷۰     |
| وست مینستر              | اورنج                   | مارچ ۲۷، ۱۹۵۷    | ۸۹٬۷۰۱    |
| وست ماورلند             | ایمپریال                | ژوئنe 30، 1934   | ۲٬۲۲۵     |
| ویت لند                 | یوبا                    | آوریل ۲۳، ۱۸۷۴   | ۳٬۴۵۶     |
| وایتیر                  | لس‌آنجلس                 | فوریه ۲۵، ۱۸۹۸   | ۸۵٬۳۳۱    |
| ویلدومار                | ریورساید                | ژوئیه ۱، ۲۰۰۸    | ۳۲٬۱۷۶    |
| ویلیامز                 | کولوزا                  | می ۱۷، ۱۹۲۰      | ۵٬۱۲۳     |
| ویلیتز                  | مندوسینو                | نوامبر ۱۹، ۱۸۸۸  | ۴٬۸۸۸     |
| ویلوز †                 | گلن                     | ژانویه ۱۶، ۱۸۸۶  | ۶٬۱۶۶     |
| ویندسور *               | سونوما                  | ژوئیه ۱، ۱۹۹۲    | ۲۶٬۸۰۱    |
| وینترز                  | یولو                    | فوریه ۹، ۱۸۹۸    | ۶٬۶۲۴     |
| وودلیک                  | تولار                   | سپتامبر ۲۳، ۱۹۴۱ | ۷٬۲۷۹     |
| وودلند †                | یولو                    | فوریه ۲۲، ۱۸۷۱   | ۵۵٬۴۶۸    |
| وود ساید *              | سن ماتئو                | نوامبر ۱۶، ۱۹۵۶  | ۵٬۲۸۷     |
| یوربا لیندا             | اورنج                   | نوامبر ۲، ۱۹۶۷   | ۶۴٬۲۳۴    |
| یونت ویل *              | ناپا                    | فوریه ۴، ۱۹۶۵    | ۲٬۹۳۳     |
| یوریکا †                | سیسکیو                  | آوریل ۲۱، ۱۸۵۷   | ۷٬۷۶۵     |
| یوبا سیتی †             | سوتر                    | ژانویه ۲۳، ۱۹۰۸  | ۶۴٬۹۲۵    |
| یوکایپا                 | سن برناردینو            | نوامبر ۲۷، ۱۹۸۹  | ۵۱٬۳۶۷    |
| یوکا ولی *              | سن برناردینو            | نوامبر ۲۷، ۱۹۹۱  | ۲۰٬۷۰۰    |

## شهرداری‌های پیشین
| نام                | شهرستان     | گنجانیده شده    | حذف شده                                 |
| ------------------ | ----------- | --------------- | --------------------------------------- |
| آلویزو             | سانتا کلارا | ۴ مارس ۱۸۵۲     | ۱۲ مارس ۱۹۶۸ (پیوست سان‌خوزه، کالیفرنیا) |
| آناندیل            | لس‌آنجلس     | ناشناس          | ۱۹۳۰ (پیوست لس آنجلس)                   |
| بیردزتون           | لس‌آنجلس     | ۱۹۰۵            | ۱۹۱۵ (پیوست لس آنجلس)                   |
| بی شور سیتی        | سن ماتئو    | دسامبر ۲۸، ۱۹۳۲ | ۱۹۶۵ (پیوست دیلی سیتی)                  |
| بروکلین            | آلامدا      | ۱۸۷۰            | ۱۸۷۲ (پیوست اوکلند)                     |
| کابازون            | ریورساید    | ۱۹۵۵            | ۱۹۷۲ (منحل شده به صورت رسمی)            |
| ایگل راک           | لس‌آنجلس     | ۱۹۱۱            | ۱۹۲۳ (پیوست لس آنجلس)                   |
| هاید پارک          | لس‌آنجلس     | ۱۹۲۲            | می ۱۷, ۱۹۲۳ (پیوست لس آنجلس)            |
| هایلند پارک        | لس‌آنجلس     | ناشناس          | ۱۸۹۵ (پیوست لس آنجلس)                   |
| هالیوود، کالیفرنیا | لس‌آنجلس     | نوامبر ۱۴, ۱۸۹۳ | ۱۹۱۰ (پیوست لس آنجلس)                   |
| نورت ساکرامنتو     | ساکرامنتو   | ۱۹۲۴            | ۱۹۶۴ (پیوست ساکرامنتو)                  |
| سان پدرو           | لس‌آنجلس     | ناشناس          | ۱۹۰۹ (پیوست لس آنجلس)                   |
| ساوتل              | لس‌آنجلس     | ۱۸۹۹            | ۱۹۲۲ (پیوست لس آنجلس)                   |
| ونیز               | لس‌آنجلس     | ژوئیه ۴, ۱۹۰۵   | ۱۹۲۵ (پیوست لس آنجلس)                   |
| واتس               | لس‌آنجلس     | ۱۹۰۷            | ۱۹۲۶ (پیوست لس آنجلس)                   |
| ویلو گلن           | سانتا کلارا | ۱۹۲۷            | ۱۹۳۶ (پیوست سان خوزه)                   |
| ویلمینگتون         | لس‌آنجلس     | ۱۸۶۳            | ۱۹۰۹ (پیوست لس آنجلس)                   |

## همچنین مشاهده کنید
- فهرست شهرستان‌های کالیفرنیا